# 三春郵便局
三春郵便局（みはるゆうびんきょく）は福島県田村郡三春町にある郵便局。民営化前の分類では集配普通郵便局であった。

## 概要
住所：〒963-7799 福島県田村郡三春町大町3

## 沿革
- 1872年8月4日（明治5年7月1日） - 三春郵便取扱所として開設[1]。
- 1873年（明治6年）4月1日 - 三春郵便役所となる。
- 1875年（明治8年）1月1日 - 三春郵便局（四等）となる。同年10月より為替取扱を開始。
- 1878年（明治11年）6月25日 - 貯金取扱を開始。
- 1890年（明治23年）5月1日 - 三春郵便電信局となる。
- 1903年（明治36年）4月1日 - 通信官署官制の施行に伴い三春郵便局となる。
- 1951年（昭和26年）12月1日 - 電気通信業務を、新設の三春電報電話局に移管[2]。
- 1952年（昭和27年）2月1日 - 特定郵便局から普通郵便局に局種別改定[3]。
- 1960年（昭和35年）12月 - 局舎落成記念。
- 1986年（昭和61年）3月31日 - 中郷郵便局の廃止に伴い、電気通信業務を除く取扱事務を承継。
- 1995年（平成7年）6月1日 - 郵便番号を977から963-77に変更[4]。
- 2000年（平成12年）8月14日 - 外国通貨の両替および旅行小切手の売買に関する業務取扱を開始。
- 2007年（平成19年）10月1日 - 民営化に伴い、併設された郵便事業三春支店に一部業務を移管。
- 2012年（平成24年）10月1日 - 日本郵便株式会社発足に伴い、郵便事業三春支店を三春郵便局に統合。
- （時期不明）-東日本大震災で被災し閉局し、2016年に無集配郵便局として再開した葛尾郵便局（葛尾村）の集配部門を「集配分室」化。

## 取扱内容
- 郵便、印紙、ゆうパック、内容証明
- 貯金、為替、振替、振込、国際送金、国債、投資信託
- 生命保険、バイク自賠責保険、自動車保険
- ゆうちょ銀行ATM
- 田村郡三春町内全域（〒963-77xx）の集配業務
- ゆうゆう窓口

## 周辺
- 三春町役場
- 三春町立三春小学校
- 国道288号

## アクセス
- JR磐越東線 三春駅から徒歩約22分
- 福島交通バス、三春町町営バス「さくら号」 三春町役場停留所下車
- 磐越自動車道 船引三春ICから西へ約4km
- 駐車場あり：9台